# Tadeusz Sawicz

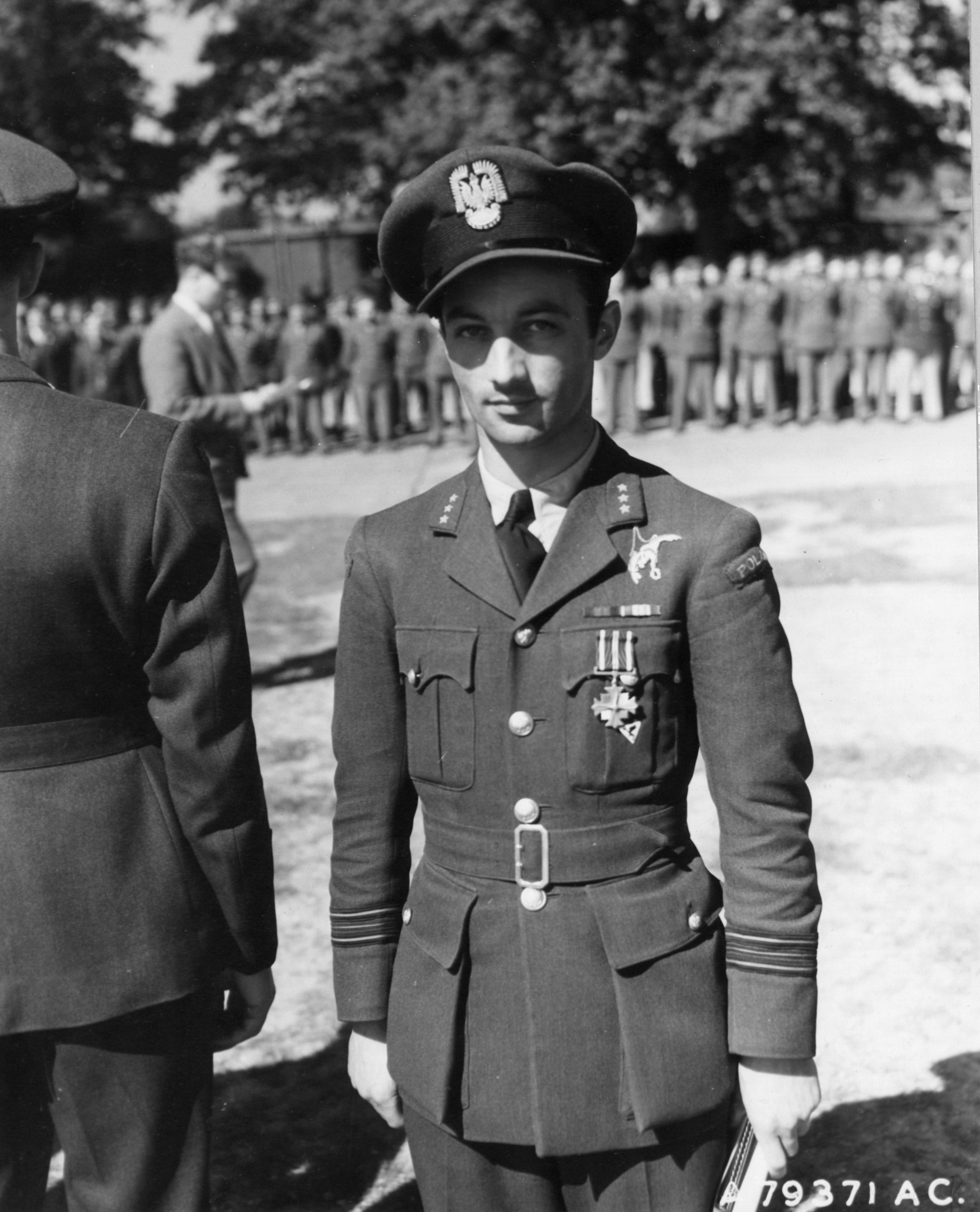
Tadeusz Sawicz w lipcu 1943

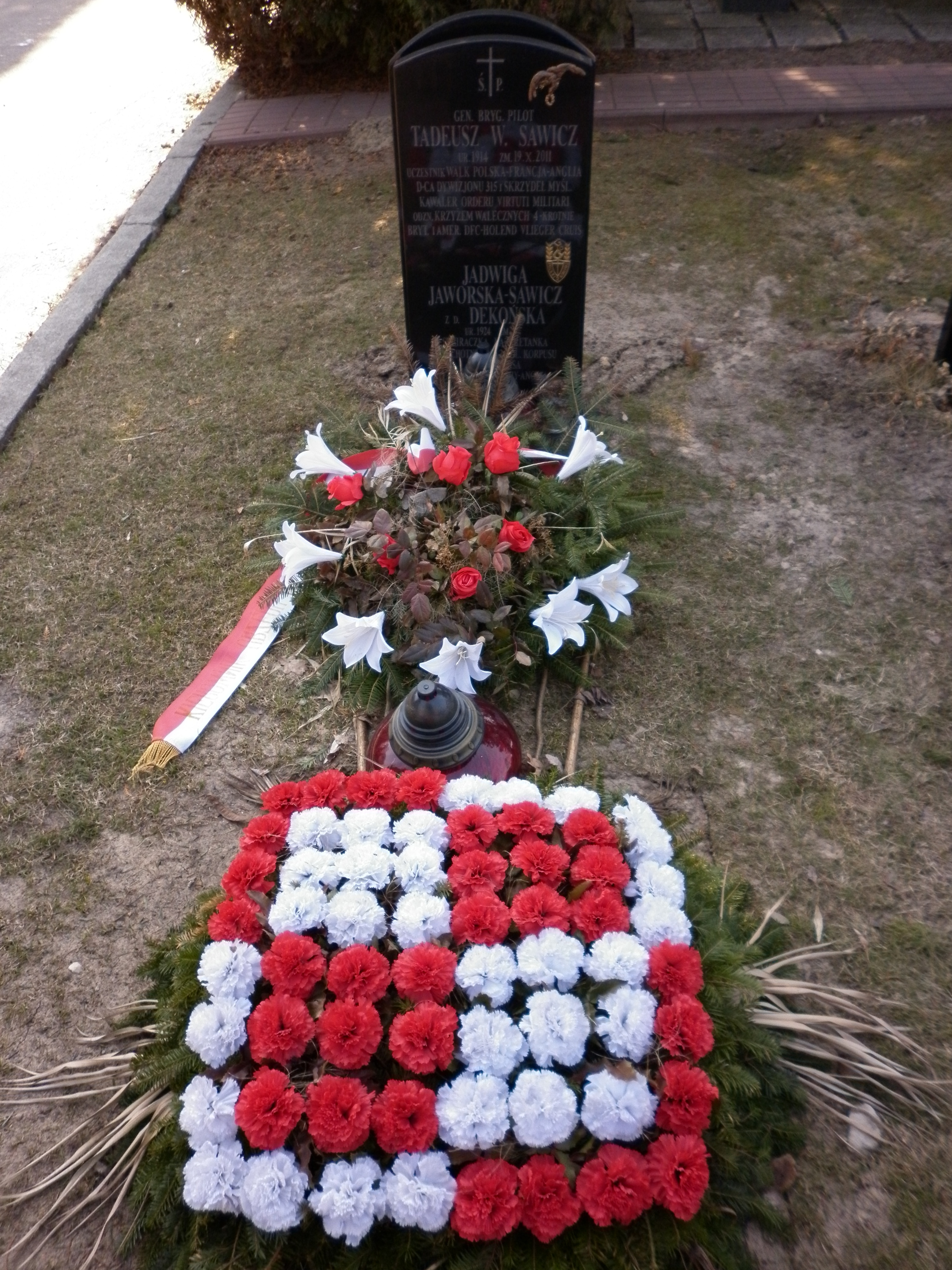
Grób Tadeusza Sawicza na Cmentarzu Wojskowym na Powązkach w Warszawie

Tadeusz Władysław Sawicz (ur. 13 lutego 1914 w Warszawie, zm. 19 października 2011 w Toronto) – generał brygady pilot Wojska Polskiego.
Był ostatnim żyjącym polskim uczestnikiem bitwy o Anglię i ostatnim żyjącym żołnierzem Brygady Pościgowej, która broniła Warszawy w czasie kampanii wrześniowej.

## Życiorys
W 1933 roku wstąpił do Wojska Polskiego. W 1934 roku ukończył kurs unitarny w Szkole Podchorążych Piechoty, a następnie rozpoczął edukację w Szkole Podchorążych Lotnictwa w Dęblinie (IX promocja). 15 października 1936 roku został promowany na podporucznika i rozpoczął służbę pilota w 111 eskadrze myśliwskiej. W 1937 roku został przeniesiony do 114 eskadry myśliwskiej.
W czasie kampanii wrześniowej był od 4 września 1939 roku zastępcą dowódcy 114 eskadry myśliwskiej. 14 września 1939 roku wystartował samolotem PZL P.11c z lotniska w Poniatowej z zadaniem dostarczenia rozkazów dla generała Juliusza Rómmla. Tego samego dnia wylądował w oblężonej przez Niemców Warszawie. Po wykonaniu zadania i odebraniu odpowiedzi z dowództwa miasta podjął misję dostarczenia korespondencji do sztabu marszałka Edwarda Śmigłego-Rydza. 17 września 1939 roku udało mu się dotrzeć do granicy z Rumunią i przekazać listy.
Przez Rumunię, Jugosławię i Włochy przedostał się do Francji. Tam rozpoczął szkolenie w Centrum Wyszkolenia Lotnictwa w Lyonie. W czerwcu 1940 roku służył w Kluczu Frontowym Nr 10 (Ga) przy Groupe de Chasse III/10 w Deauville. Po klęsce Francji uciekł samolotem Bloch MB.152 przez Morze Śródziemne do Algierii. Stamtąd przedostał się do Maroka, a następnie do Wielkiej Brytanii.
Pierwsze cztery miesiące spędził na w ośrodku szkoleniowym w Aston Down. Od października 1940 roku służył w polskich dywizjonach w Wielkiej Brytanii: 303 im. T. Kościuszki, 316 i 315.
9 listopada 1941 roku objął dowództwo eskadry A dywizjonu 316 „Warszawskiego”, od 25 września 1942 roku dowodził dywizjonem 315 „Dęblińskim”. 16 kwietnia 1943 roku przeniesiony został na zastępcę dowódcy 1 Skrzydła Myśliwskiego, od 3 lipca 1943 roku był oficerem łącznikowym w 12 Grupie Myśliwskiej, a od 18 października 1943 roku był instruktorem lotniczym w Rednal.
3 kwietnia 1944 roku skierowany został na staż do sztabu 9 Armii Powietrznej USAAF jako oficer łącznikowy. Przydzielony został do 61 Fighter Squadron, gdzie stworzył polską sekcję. Po służbie w lotnictwie amerykańskim 14 czerwca 1944 roku objął dowództwo III Skrzydła Myśliwskiego, a 10 października 1944 roku został dowódcą 131 Skrzydła Myśliwskiego. 16 lipca 1945 roku po raz drugi objął dowództwo III Skrzydła Myśliwskiego.
W 1947 roku w stopniu majora został zdemobilizowany. W 1957 roku przeprowadził się do Kanady, gdzie pracował w firmach lotniczych. Mieszkał w Montrealu i Etobicoke. W latach 70. na krótko powrócił do Polski. Zmarł w domu opieki w Toronto. Został pochowany na Cmentarzu Wojskowym na Powązkach w Warszawie(kwatera C30-X-18b).
Zajmuje 82 lokatę na „Liście Bajana” (3 zwycięstwa pewne, 3 i 1/2 uszkodzenia). Nie uwzględnionym na „Liście Bajana”, lecz zatwierdzonym przez Amerykanów jest dodatkowo jedno uszkodzenie (21 maja 1944; Fw 190).
Postanowieniem Prezydenta RP, Lecha Kaczyńskiego z dnia 3 maja 2006 został awansowany do stopnia generała brygady

## Ordery i odznaczenia
- Krzyż Srebrny Orderu Wojennego Virtuti Militari (nr 9381) – 12 maja 1943
- Krzyż Walecznych – czterokrotnie: 15 lipca 1941 (podwójny), 15 lipca 1942, 15 czerwca 1945
- Medal Lotniczy
- Krzyż Czynu Bojowego Polskich Sił Zbrojnych na Zachodzie
- Polowa Odznaka Pilota
- Distinguished Flying Cross – Wielka Brytania, 20 października 1943
- Distinguished Flying Cross – Stany Zjednoczone, 1943
- Air Medal – Stany Zjednoczone, dwukrotnie w 1944
- Vliegerkruis – Holandia